# Freie Faltung
Die freie Faltung ist eine binäre Operation auf Wahrscheinlichkeitsmaßen auf {\displaystyle \mathbb {R} }, welche der Addition von freien Zufallsvariablen entspricht.

## Definition
Seien {\displaystyle x} und {\displaystyle y} selbstadjungierte Zufallsvariable in einem nicht-kommutativen Wahrscheinlichkeitsraum, welche frei im Sinne der freien Wahrscheinlichkeitstheorie sind. Sei {\displaystyle \mu } die Verteilung von {\displaystyle x} und {\displaystyle \nu } die Verteilung von {\displaystyle y}. Dann hängt die Verteilung von {\displaystyle x+y} nur von {\displaystyle \mu } und von {\displaystyle \nu } ab (und nicht von der konkreten Realisierung von {\displaystyle x} oder von {\displaystyle y}); diese Verteilung von {\displaystyle x+y} wird mit {\displaystyle \mu \boxplus \nu } bezeichnet und ist die freie Faltung von {\displaystyle \mu } und {\displaystyle \nu }.

## Freie harmonische Analysis
Die Untersuchung der Eigenschaften von {\displaystyle \boxplus } wird meist als freie harmonische Analysis bezeichnet. Es gibt eine weitentwickelte Theorie der Eigenschaften von {\displaystyle \boxplus }, welche oft (aber nicht immer) parallel zur Theorie der klassischen Faltung verläuft.